# Mariana Alcoforado
Mariana Mendes da Costa Alcoforado ou Mariana Vaz Alcoforado O.S.C. (Beja, Santa Maria da Feira, 22 de abril de 1640 – Beja, 28 de julho de 1723) foi uma freira portuguesa do Convento de Nossa Senhora da Conceição em Beja.
É considerada a autora das cinco Lettres Portugaises (As Cartas Portuguesas) dirigidas ao Marquês Noel Bouton de Chamilly, Conde de Saint-Léger e oficial francês, que lutou em solo português sob as ordens de Frederico de Schomberg, durante a Guerra da Restauração. A sua obra Cartas Portuguesas tornou-se um famoso clássico da literatura mundial.

## Biografia

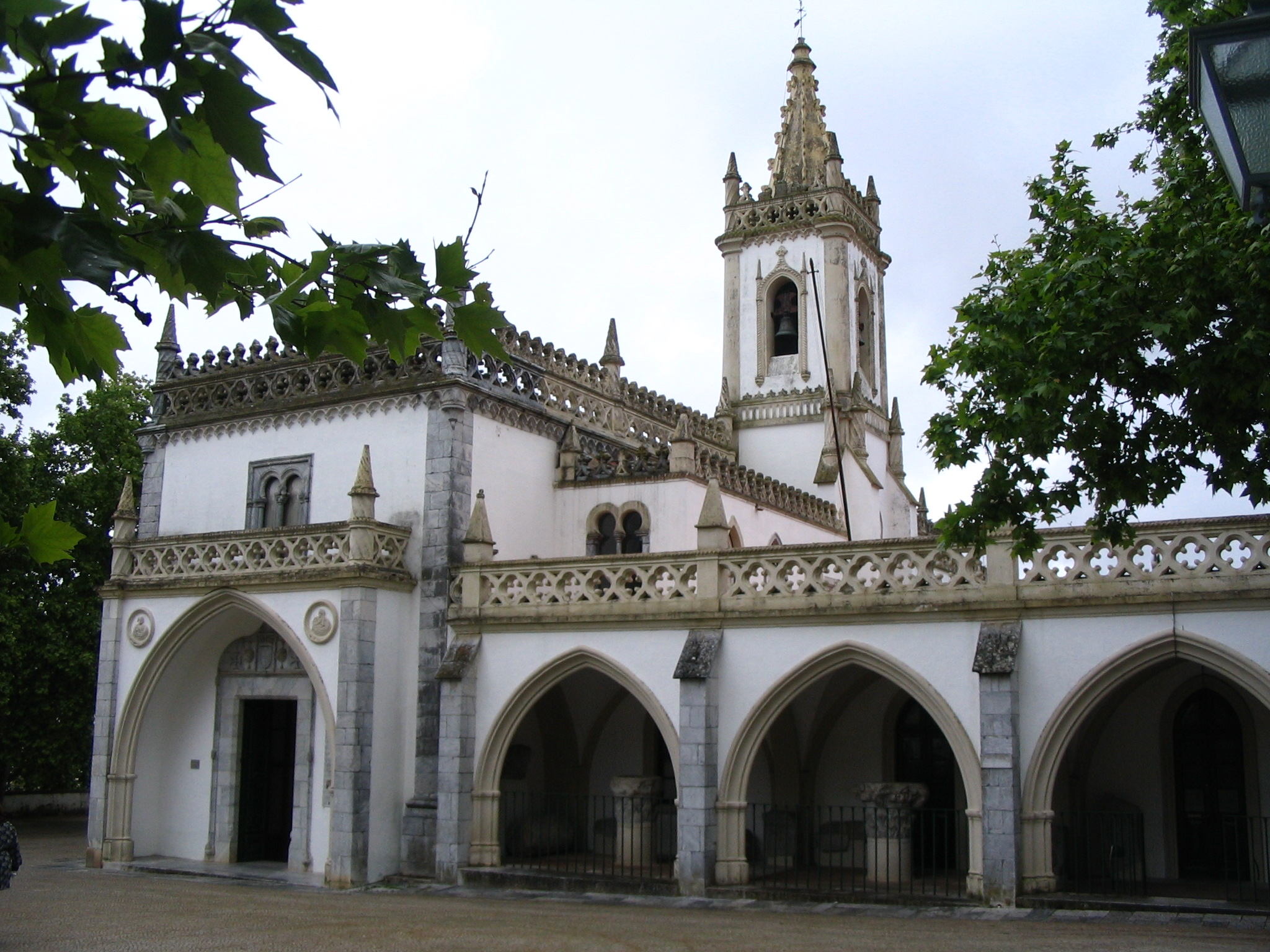
O Convento de Nossa Senhora da Conceição, em Beja, onde viveu e morreu Sóror Mariana Alcoforado.

Mariana Alcoforado nasceu em Beja em 1640, filha de Francisco da Costa Alcoforado e Leonor Mendes. Com onze anos, é obrigada a entrar para um convento, a fim de ficar a salvo do brutal conflito provocado pela guerra com Espanha e para honrar o testamento materno que a nomeava freira do Convento da Conceição. Sem ter nenhuma inclinação religiosa, ela foi assim destinada a uma vida enclausurada na Ordem de Santa Clara, partilhando da sorte de muitas raparigas da sua época, que eram encerradas em conventos por decisão paternal. 
Impotente face à irrevogável decisão do pai, Mariana submete-se à clausura, mas anseia pelo dia em que poderá regressar ao seio da família e à liberdade da vida real. Um dia (não se sabe a data precisa) chega à cidade de Beja um regimento francês, comandado por Frederico de Schomberg, que ali se encontrava para apoiar o país contra Espanha na Guerra da Restauração (1640-1668). Quis o destino que o seu olhar se cruzasse com o do jovem oficial francês Noel Bouton. Mariana estaria na janela de Mértola do convento, e dessa troca de olhares nasceria um amor imediato e profundo. Tendo então a idade de vinte anos, o instinto físico falou mais alto e deixou-se dominar por uma incontrolada paixão que a fez introduzir Bouton secretamente na sua cela durante várias noites seguidas. 
Descobertos, a notícia dessa relação difundiu-se rapidamente causando escândalo. Sóror Mariana pertencia à poderosa família dos Alcoforados, e temeroso das consequências, Bouton saiu de Portugal, com o pretexto da enfermidade de um irmão e prometeu mandar buscá-la. Duma janela do segundo piso do Convento, esperaria Mariana por notícias do seu amado, vivendo a sua paixão impossível e desesperada, na sua condição de mulher destinada a Deus.

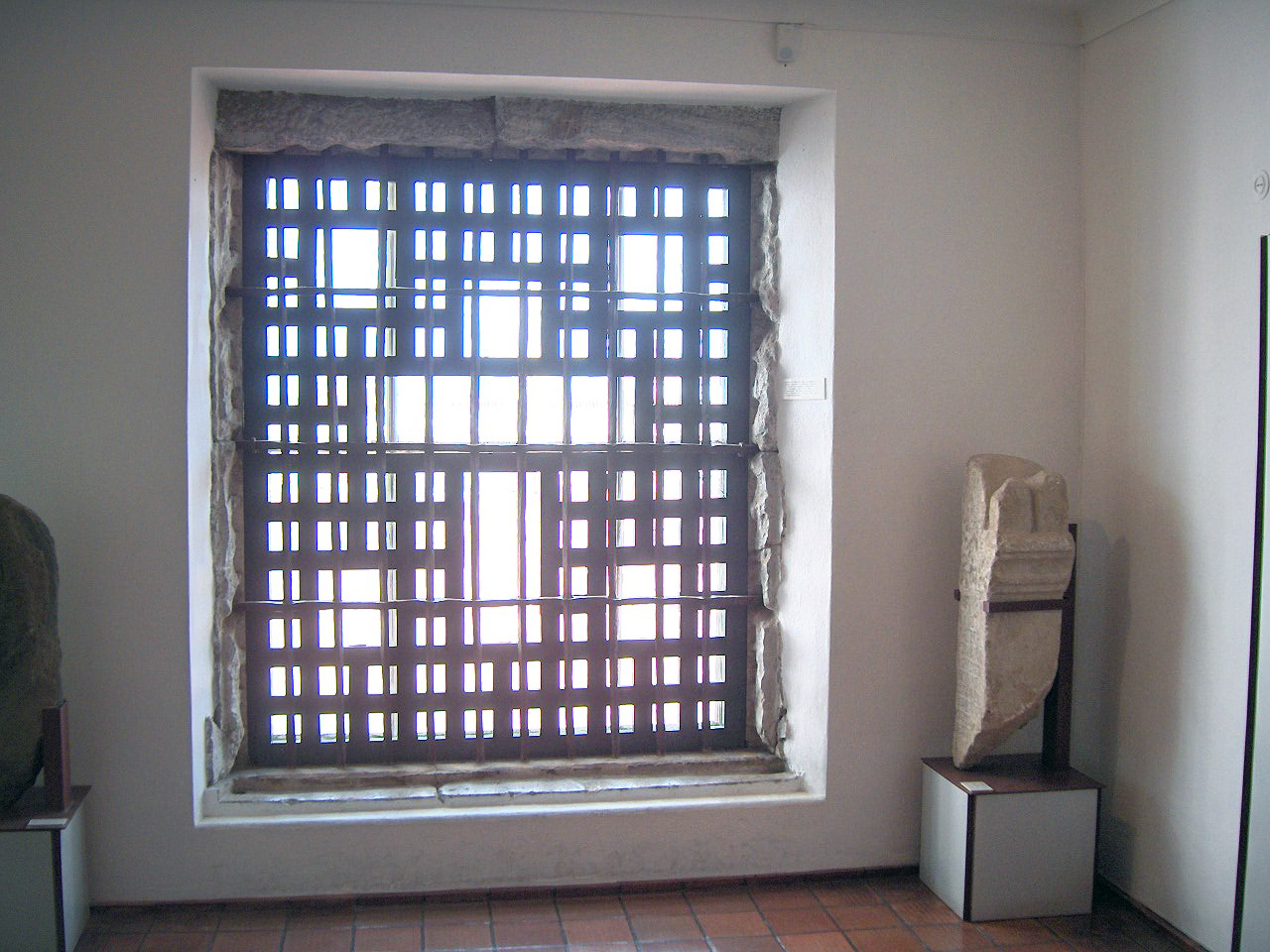
Réplica da janela por onde Sóror Mariana Alcoforado falou com o nobre oficial francês Marquês de Chamilly.

Na sua espera, em vão, escreveu as referidas cartas, que contam uma história sempre igual: esperança no início, seguida de incerteza e, por fim, a convicção do abandono. A sua correspondência destinada a Bouton, um conjunto de cinco cartas escritas em francês, foram publicadas em Paris por Claude Barbin, e foram avaliadas entre as mais comovedoras do género. Esses relatos emocionados fizeram vibrar a nobreza de França, habituada ao convencionalismo. Além disso, levaram, para a frívola sociedade, o gosto acre do pecado e da dor, pois traziam a lume as intimidades de uma freira. “As Cartas” anteciparam o movimento literário romântico e serviram de inspiração a La Bruyère, Saint-Simon, Saint-Beuve e muitos outros autores românticos. Rousseau, por achar as cartas demasiado belas para serem escritas por uma mulher, negava-lhes a autenticidade. Os escritores portugueses Alexandre Herculano e Camilo Castelo Branco também negavam a autenticidade. 
De facto, desconhece-se como e porque razão tais cartas foram parar às mãos do editor Claude Barbin, e, assim, presume-se que possam na verdade consistir em obra de ficção apresentada como não-ficcional para fins publicitários. Mas no seguimento especulativo, há também a considerar porque é que “As Cartas”, escritas em francês, possuem acentuados vestígios de sintaxe portuguesa. Especula-se por isso que estas provêm de uma tradução literal de cartas escritas em português — e perdidas —, ou então compostas por alguém que, conhecendo o idioma francês, não o dominava a ponto de redigi-lo com absoluta perfeição. Na biblioteca dos Alcoforados acharam-se também inúmeros livros em francês, indício provável de que era uma família que se servia frequentemente da língua francesa, pelo menos para leitura. Às “As Cartas” seguiram-se “As Resposta” assinadas por Bouton, e outras demais obras com as mesmas personagens, mas todas essas publicações são efetivamente apócrifas (*) e não têm a mesma qualidade ou tiveram a mesma receção critica do público
Especulou-se que as cartas fossem uma obra de Gabriel de Guilleragues, um diplomata e jornalista francês, secretário do príncipe de Conti, mas a sua autoria portuguesa tem vindo a ser reafirmada. Sejam “As Cartas” verídicas ou não, Mariana Alcoforado, existiu realmente, e o escândalo que houve em torno da sua pessoa também foi verdadeiro. 
A sua vida, tornada famosa pelas cartas, foi motivo de inspiração a diversas obras teatrais. Mariana, pela sua vez, com o tempo reabilitou-se da sua tristeza. Pelas boas obras que prestou enquanto freira adquiriu o título de “Soror”(*) e chegou à posição de abadessa do Convento. Morreu já idosa, aos oitenta e três anos de idade em 1723 no Convento da Conceição em Beja.